# Papageno
Papageno – postać fikcyjna z dwuaktowego singspielu Wolfganga A. Mozarta Czarodziejski flet (KV 620) z librettem Emanuela Schikanedera. Ptasznik Królowej Nocy, który, wyposażony w czarodziejskie dzwoneczki, wraz z księciem Taminem zostaje wysłany na poszukiwanie Paminy, uprowadzonej przez Sarastra córki królowej. Jego żoną w toku akcji Czarodziejskiego fletu zostaje podobna mu dziewczyna, Papagena, wcześniej zamieniona w brzydką staruchę. Razem pod koniec utworu snują marzenia o gromadce dzieci, nazywanych po rodzicach także Papageno i Papagena. 
Partia Papagena przeznaczona jest dla operowych barytonów. Pierwszym wykonawcą roli Papagena podczas prapremiery, jaka miała miejsce w Theater im Freihaus auf der Wieden w Wiedniu 30 września 1791, był sam autor libretta, Emanuel Schikaneder.

## Postać w utworze
Papageno pojawia się na scenie w zasadzie na początku utworu, tuż po tym, jak Trzy Damy, dwórki Królowej Nocy, stoczyły zwycięski bój z gigantycznym wężem w obronie księcia Tamina. Chłopak grając na  fletni Pana podśpiewuje sobie wesołą piosnkę nie tylko przy okazji przedstawiając się w niej, czym się zajmuje, ale i o kim, i o czym myśli, mianowicie o tym, że mógłby mieć siatkę, w którą zamiast ptaszków złapałby tuzin pięknych dziewcząt (Der Vogelfänger bin ich ja). Tymczasem książę Tamino odzyskawszy przytomność, zadaje wiele pytań na temat krainy, w której tak nieopatrznie się znalazł, jej władczyni, której według ptasznika żaden śmiertelnik nie może zobaczyć zostając przy życiu i wreszcie bierze Papagena za swojego wybawcę. Upewniwszy się, że straszliwy wąż został już zabity i niebezpieczeństwo minęło, Papageno nie tylko nie przeczy słowom królewicza, ale wręcz przechwala się swoją zręcznością, siłą i dokonaniem. Słyszą to jednak także wracające Trzy Damy i postanawiają go za to ukarać. Zakładają mu na usta kłódkę, a w zamian za dostarczone ptaszki dają do jedzenia i picia jedynie wodę i chleb.
Kiedy Tamino poznając historię Paminy przyrzeka Królowej Nocy uwolnić córkę, Papageno ma zostać jego towarzyszem, kłódka zostaje zdjęta z jego ust i otrzymuje na wyprawę cudowne dzwoneczki. Tchórzliwy ptasznik obawia się jednak przedstawianego i przez Trzy Damy, i przez samą Królową Nocy w jak najgorszym świetle Sarastra, spod którego władzy młody książę ma wyswobodzić dziewczynę. Jego protesty jednak na nic się nie zdają.
Papageno po rozdzieleniu z księciem w poszukiwaniach Paminy natrafia na Maura Monostatosa, który pilnuje Paminy. Początkowo jest zaskoczony jego czarnym kolorem skóry, ale szybko tłumaczy to sobie tym, że i ptaszki mają różne kolory upierzenia (tercet: Du feines Täubchen, nur herein). Rozpoznaje też z obrazka królewnę i mówiąc o chcącym ją uwolnić Taminie, zwierza jej się, że i on też szuka swojej miłości. Córka królowej znajduje jednak dla niego słowa pociechy i razem śpiewają o tym, że kobieta i mężczyzna razem są w stanie osiągnąć spełnienie (duet: Bey Männern, welche Liebe fühlen), udaje im się też wymknąć Monostatosowi. Maur szybko jednak organizuje za nimi pościg. Bezskutecznie. Papageno przypomina sobie bowiem o cudownych dzwonkach, w które na drogę wyposażyły go Trzy Damy. Ścigający jego i Paminę ludzie Monostatosa na dźwięk cudownych dzwoneczków nie mogą przestać tańczyć (Schnelle Füsse, rascher Mut i Das klinget so herrlich, das klinget so schön). Gdzieś niedaleko Papageno i Pamina słyszą dźwięki czarodziejskiego fletu, na którym gra Tamino.
Zbliża się jednak wywołując znowu strach u Papagena i sam Sarastro, który wbrew swojej złej sławie okazuje się być mądrym, dobrotliwym arcykapłanem wiedzy, Pamina nakazuje ptasznikowi w obecności Sarastra jedynie mówienie prawdy. Również Monostatos przyprowadza Tamina. Arcykapłan z powagą i spokojem rozstrzyga wszystkie sprawy, a po naradzie ze swoimi współtowarzyszami wyznacza próby, w których Taminowi ma również towarzyszyć Papageno.
Papagenowi trudno jest utrzymać język za zębami, a to właśnie nieodzywanie się zwłaszcza do kobiet jest próbą. Jedynie obawa przed niewywiązaniem się z misji i ewentualną karą, każe mu jednak wytrwać, a w dodatku rekompensatą ma być poznanie podobnej mu dziewczyny, Papageny. Tymczasem czy to w wizji, czy to naprawdę, zjawiają się nagle w świątyni Sarastra Trzy Damy, przestrzegające śmiałków przed dalszymi próbami i kapłanami. Papageno zamierza wdać się z nimi w rozmowę i zostaje skarcony przez Tamina, a także wracających kapłanów, zaś same niewiasty znikają (kwintet: Wie? Wie? Wie?).. 
W miarę dalszego trwania prób pojawiają się u Papagena oznaki zniechęcenia i głodu. Nagle podchodzi do niego brzydka, wyglądająca na bardzo starą kobieta. Daje mu wodę i namawia do rozmowy. Okazuje się, że jest ona w  rzeczywistości osiemnastolatką, a jej ukochanym jest dwudziestoośmioletni Papageno, czyli właśnie rozmawiający z nią bohater. Gromy przerywają ich pogawędkę, gdy pada pytanie o jej imię, nieznajoma gdzieś się nagle zapada, Papageno przypomina sobie o obowiązku milczenia, a i głód zostaje zaspokojony przez Trzech Chłopców, przewodników Tamina i Papagena, którzy od Sarastra przynoszą posiłki dla odbywających próby. Teraz nawet załamana Pamina, przejęta tym, że nie odzywa się do niej ukochany książę i od Papagena nie usłyszy ani słowa.

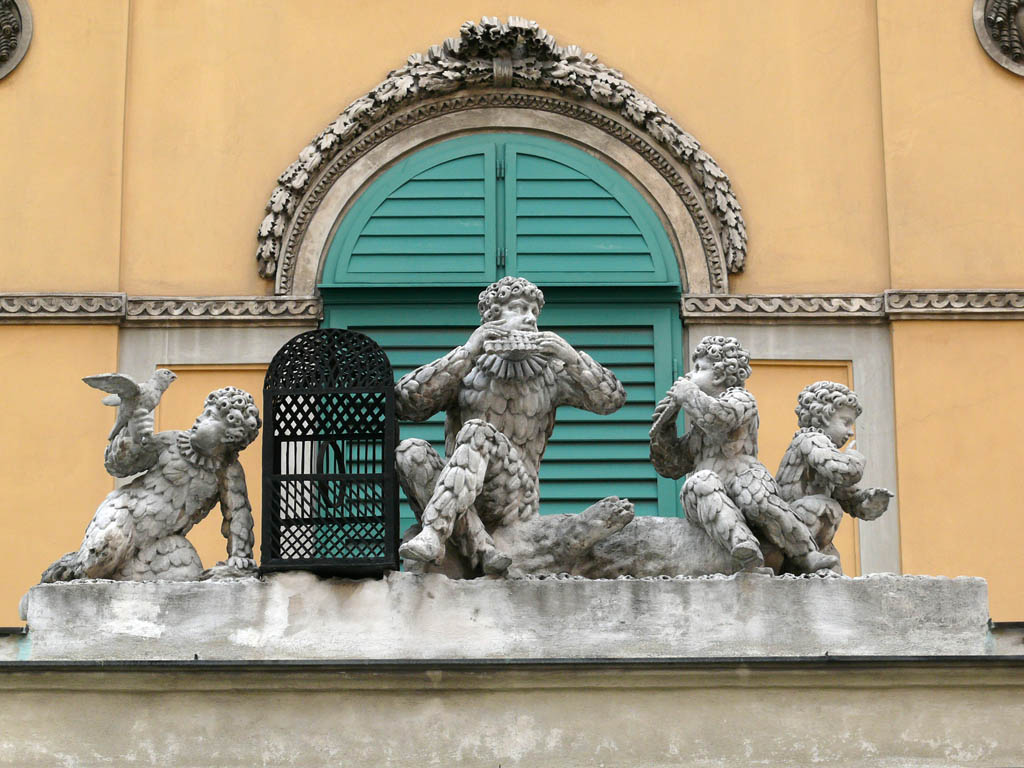
Papagenotor – Papageno w otoczeniu swoich dzieci, grupa figur nad głównym wejściem do Theater an der Wien poświęconym Emanuelowi Schikadenerowi

Gdy próby milczenia się kończą i książę Tamino staje przed nowymi wyzwaniami, błądzący w ciemności ptasznik spotyka wreszcie jednego z kapłanów, który informuje go, że nie dostąpi wtajemniczenia, może jednak spełnić jego życzenie. Nieprzygotowany na taką ewentualność Papageno prosi go tylko o wino i znowu zaczyna marzyć o miłości (Ein Mädchen oder Weibchen), i znowu zjawia się tajemnicza starucha. Tym razem wręcz żąda od niego, żeby przysiągł jej dozgonną wierność, bo inaczej zostanie o chlebie i wodzie nie tylko bez przyjaciela, ale zwłaszcza bez dziewczyny i przyjaciółki. Cóż zostaje, Papageno do przysięgi dodaje tylko cichą, niemal bezgłośną klauzulę, mówiącą o tym, że jego umowa będzie obowiązująca, dokąd nie znajdzie ładniejszej. Ładniejszej jednak z całą pewnością nie uda mu się znaleźć. Tak czy inaczej, z zabawnym zastrzeżeniem czy bez, przysięga ma moc, moc przemiany brzydkiej staruchy w dziewczynę obiecaną Papagenowi przed próbami, podobną jemu, piękną i młodą Papagenę. Kapłani jednak również i tym razem ich rozdzielają wprawiając Papagena już nie tylko we frustrację, a bodaj nawet w depresję. Zakochanego po uszy, niemogącego być ze swoją wybranką i szukającego jej wszędzie bohatera nachodzą myśli samobójcze. Chce on powiesić się na najbliższym napotkanym drzewie. Zanim jednak zrealizuje swój zamiar, planuje jeszcze policzyć do trzech, w ostatniej nadziei, że zdarzy się coś, co odmieni smutny los. Liczy coraz ciszej i żegna się z zakłamanym i okrutnym według niego światem mówiąc mu jeszcze dobranoc. Trzej Chłopcy nadchodzą jednak w porę i przypominają Papagenowi, że ma przecież srebrne dzwonki, które tak wiele potrafią uczynić. To najlepsza z możliwych rad, rzecz o której w swoim odmiennym stanie zapomniał  (Papagena, Papagena, Papagena). Kiedy tylko zaczyna grać, zaraz zjawia się wreszcie jego piękna, młoda ukochana. Mogą teraz razem patrzeć w przyszłość marząc o gromadce dzieci, chłopców po ojcu noszących imię Papageno i dziewczynek nazywanych jak ich mama – Papagena (Pa-Pa-Pa-Pa-Pa-Papagena, Pa-Pa-Pa-Pa-Pa-Papageno). 
Misja Papagena także zostaje spełniona. Tamino i Pamina wbrew intrygom złej królowej, jej dam i Monostatosa łączą się ze sobą z błogosławieństwem Sarastra (Die Strahlen der Sonne vertreiben die Nacht).